# Ransart
Ransart ist eine französische Gemeinde mit 400 Einwohnern (Stand 1. Januar 2022) im Arrondissement Arras des Départements Pas-de-Calais. Sie liegt im Kanton Avesnes-le-Comte und ist Mitglied des Kommunalverbandes Urbaine d’Arras.
|                | Rivière |            |
| Berles-au-Bois | Kompass | Blairville |
| Monchy-au-Bois |         | Adinfer    |

## Sehenswürdigkeiten

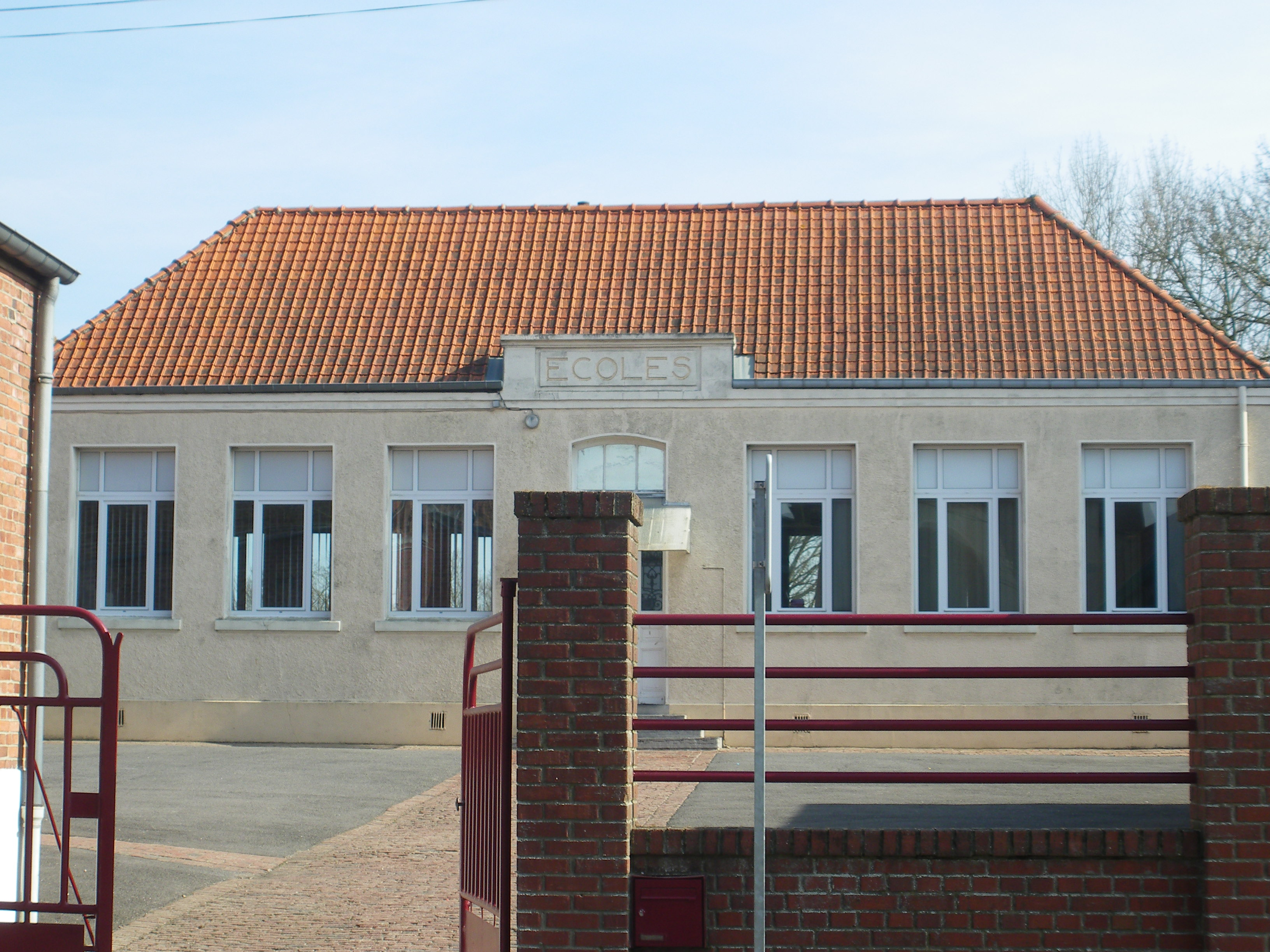
Schule
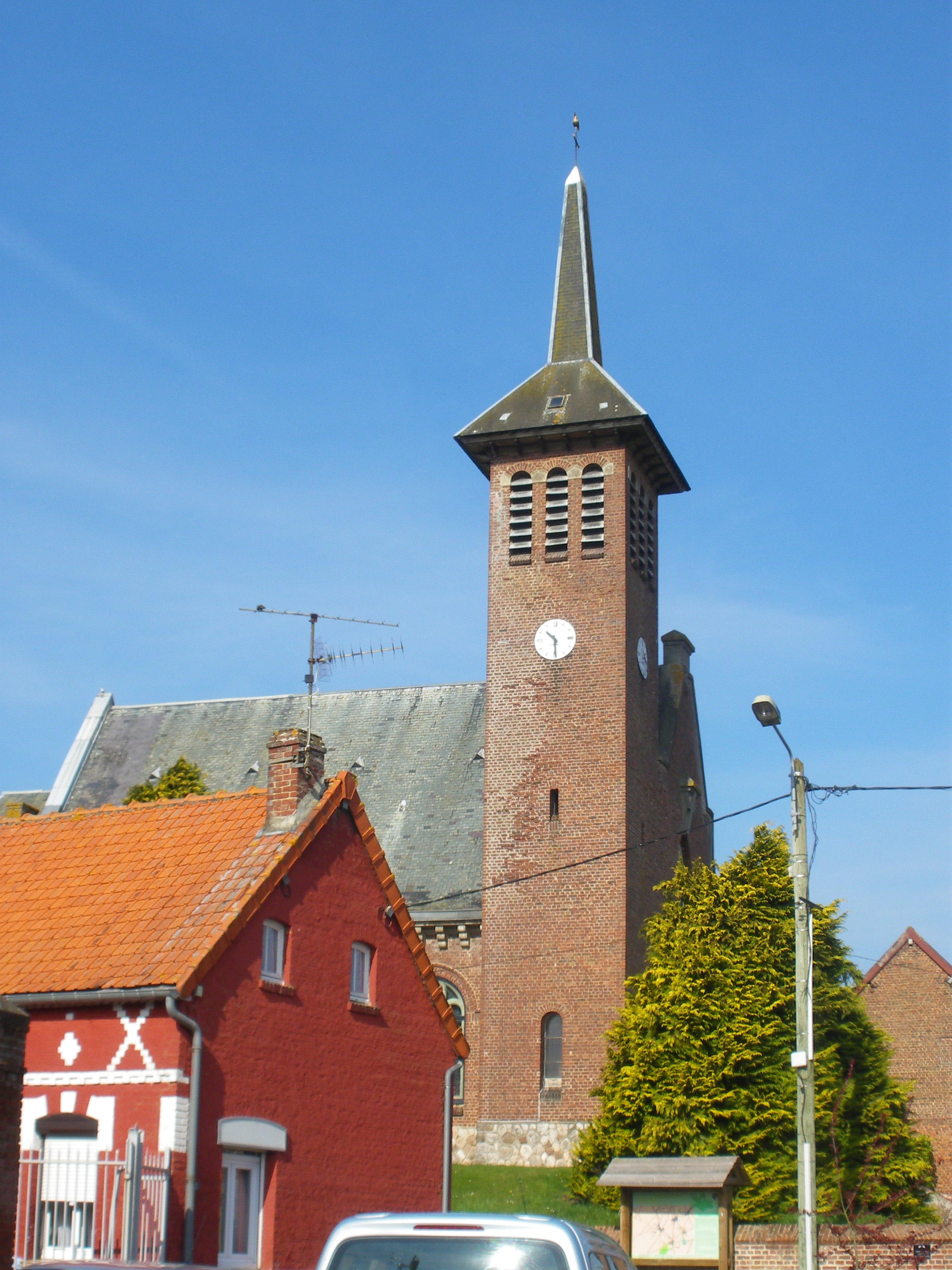
Kirche Saint-Laurent

## Persönlichkeiten
- Louis Heusghem (1882–1939), belgischer Radrennfahrer